# Iwan Kowbasnjuk
Iwan Iwanowytsch Kowbasnjuk (ukrainisch Іван Іванович Ковбаснюк, englisch Ivan Kovbasnyuk; * 18. Mai 1993 in Jassinja) ist ein ukrainischer Skirennläufer. Er startet als Allrounder in allen Disziplinen.

## Karriere
Kowbasnjuk gab sein internationales Renndebüt am 15. Januar 2009 bei einem FIS-Riesenslalom in Albrechtice v Jizerských horách. Sein erstes internationales Großereignis bestritt er zwei Jahre später bei den Juniorenweltmeisterschaften in Crans-Montana. Dort erreichte er als beste Platzierung den 76. Rang im Super-G.
2013 nahm Kowbasnjuk erstmals an einer Alpinen Skiweltmeisterschaft teil. In Schladming belegte erreichte er seine beste Platzierung im Super-G mit Rang 65. Zwei Jahre später in Vail/Beaver Creek gelang ihm mit Rang 37 im Slalom ein erster Achtungserfolg. Am 25. Oktober 2015 gab Kowbasnjuk beim Riesenslalom von Sölden sein Weltcupdebüt, wobei er die Qualifikation für den zweiten Durchgang verpasste. Zum Abschluss der Saison 2015/16 wurde Kowbasnjuk erstmals ukrainischer Meister im Slalom.
In den darauffolgenden Jahren startete Kowbasnjuk abgesehen von Großereignissen hauptsächlich bei FIS-Rennen und Nationalen Meisterschaften, wobei größere Erfolge ausblieben.
2018 nahm er erstmals an Olympischen Winterspielen teil. Bei den Wettkämpfen in Pyeongchang wurde er 49. in der Abfahrt.
Sein bisher bestes Ergebnis bei einem internationalen Großereignis erzielte er bei den Olympischen Winterspielen 2022 in Peking. In der Alpinen Kombination belegte er den 14. Platz.
2023 konnte Kowbasnjuk nur dank einer Sondergenehmigung an den Weltmeisterschaften in Courchevel bzw. Méribel teilnehmen, da er sich nach dem Russischen Überfall auf die Ukraine im Militärdienst befand.

## Erfolge

### Olympische Winterspiele
- Pyeongchang 2018: 49. Abfahrt, 57. Riesenslalom, DNF Super-G, DNF Slalom, DNF Alpine Kombination
- Peking 2022: 14. Alpine Kombination, 32. Super-G, 33. Abfahrt, DNF Slalom

### Weltmeisterschaften
- Schladming 2013: 65. Super-G, 73. Riesenslalom, DNQ Slalom
- Vail/Beaver Creek 2015: 37. Slalom, 55. Riesenslalom,
- St. Moritz 2017: 47. Slalom, 48. Super-G, DNF Riesenslalom
- Åre 2019: 47. Slalom, 48. Super-G, 52. Riesenslalom, 54. Abfahrt, DNF Alpine Kombination
- Cortina d’Ampezzo 2021: 30. Slalom, 60. Riesenslalom, DNF Super-G, DNF Alpine Kombination
- Courchevel/Méribel 2023: 40. Abfahrt, 42. Riesenslalom, 43. Super-G, DNF Alpine Kombination, DNQ Slalom
- Saalbach 2025: 26. Team Kombination, DNF Abfahrt, DNF Super-G, DNQ Riesenslalom

### South American Cup
- 2 Platzierungen unter den besten 10

### Weitere Erfolge
- Ukrainischer Meister im Riesenslalom (2022 & 2023)
- Ukrainischer Meister im Slalom (2016)
- Bronze bei den Ukrainischen Meisterschaften im Slalom (2022 & 2023)